# 三島神社 (南伊豆町入間)
三島神社（みしまじんじゃ）は、静岡県賀茂郡南伊豆町入間（いるま）にある神社。

## 概要
南伊豆町の南西、入間(いるま)地区の北方山麓に鎮座している。
創建は不詳だが、式内社である穂都佐(和)気命神社（ほつさ(わ)けのみことじんじゃ）の論社であり、『伊豆国神階帳』にも「従四位上 をつさわけの明神」と記されている古社である。

## 祭神
- 事代主命